# 拉尼尔·贾亚瓦德纳
拉尼尔·马尔科姆·贾亚瓦德纳爵士（英語：Sir Ranil Malcolm Jayawardena，1986年9月3日—）是一位英国保守党政治人物，现任環境食物及鄉郊事務大臣，国会东北汉普郡选区议员。 从政前为劳埃德银行集团高级经理。

## 早年经历
贾亚瓦德纳生于伦敦，其父Nalin来自斯里兰卡， 1978年移民到英国，从事会计工作， 其母为斯里蘭卡血统。 贾亚瓦德纳在汉普郡接受小学和中学教育， 2008年以政府和经济学理学士学位在伦敦政经学院毕业， 加入劳埃德银行集团，在资本市场，企业金融和集团行政部门供职。还在东北汉普郡国会议员詹姆斯·阿巴斯诺特的办公室做志愿工作人员，后来成功接班阿巴斯诺特的国会席位。
2008年当选贝辛斯托克和迪恩市议会议员，并先后担任市政府小内阁财政和财产委员，副领袖兼经济发展委员。